# 알토스 어드벤처
알토스 어드벤처(Alto's Adventure)는 팀 알토가 개발하고 스노맨(iOS)과 누들케이스 스튜디오(안드로이드)가 배급한 2015년 스노보드 비디오 게임이다. 플레이어 캐릭터는 자동으로 절차적으로 생성되는 풍경을 통해 화면의 오른쪽으로 이동한다. 플레이어는 화면을 탭하여 점프하고 트릭(백플립)을 수행할 수 있으며 목표를 향해 전진하고 득점과 업그레이드를 할 수 있다. 이 게임은 스키 사파리(2012), 타이니 윙스(2012), 제트팩 조이라이트(2011), 저니(2012), 모뉴먼트 밸리(2014), 토니 호크 프로 스케이터 2(2000), 윈도실(2009)의 영향을 받았다.
이 게임은 2015년 2월 19일에 iOS 기기용으로 첫 출시되었다. 같은 해 9월에 스노맨은 알토스 어드벤처가 안드로이드와 킨들 파이어에서 구동될 것으로 발표했다. 이 게임은 2016년 2월 11일 안드로이드용으로 출시되었다. 2016년 7월 8일, 이 게임은 마이크로소프트 윈도우 플랫폼용으로 출시되었다.
리뷰 애그리게이터 메타크리틱에 따르면 이 게임은 평론가들로부터 대체로 좋은 평가를 받았다.

## 평가
| 평가 |        |
| --- | ------ |
| 통합 점수 통합사 점수 메타크리틱 92/100 [ 4 ] 평론 점수 평론사 점수 게임지보 [ 5 ] 포켓 게이머 9/10 [ 6 ] 터치아케이드 [ 7 ] |        |
| 통합 점수 |        |
| 통합사 | 점수   |
| 메타크리틱 | 92/100 |
| 평론 점수 |        |
| 평론사 | 점수   |
| 게임지보 | [ 5 ]  |
| 포켓 게이머 | 9/10   |
| 터치아케이드 | [ 7 ]  |